# Chester W. Nimitz
Chester William Nimitz (Fredericksburg, 24 de fevereiro de 1885 – São Francisco, 20 de fevereiro de 1966) foi o Comandante Supremo das Forças do Pacífico dos Estados Unidos e das forças Aliadas durante a Segunda Guerra Mundial.

## Biografia
Ele desempenhou um papel importante na história naval da Segunda Guerra Mundial como Comandante em Chefe da Frota do Pacífico dos EUA e Comandante em Chefe das Áreas do Oceano Pacífico, comandando as forças aéreas, terrestres e marítimas aliadas durante a Segunda Guerra Mundial.
Nimitz era a principal autoridade da Marinha dos Estados Unidos em submarinos. Qualificado em submarinos durante seus primeiros anos, ele posteriormente supervisionou a conversão da propulsão dessas embarcações de gasolina para diesel e, mais tarde, foi fundamental na obtenção de aprovação para construir o primeiro submarino movido a energia nuclear do mundo, o USS Nautilus, cujo sistema de propulsão mais tarde substituiu completamente submarinos movidos a diesel nos Estados Unidos. Ele também, a partir de 1917, foi o principal desenvolvedor da Marinha de técnicas de reabastecimento em andamento, a ferramenta que durante a guerra do Pacífico permitiria à frota dos Estados Unidos operar fora do porto quase indefinidamente. O chefe do Bureau of Navigation da Marinha em 1939, Nimitz serviu como Chefe de Operações Navais de 1945 a 1947. Ele foi o último oficial sobrevivente dos Estados Unidos que serviu no posto de almirante da frota. O superporta-aviões USS Nimitz recebeu o nome dele.

## Primeira Guerra Mundial
Durante o verão de 1913, Nimitz foi contratado para estudar tudo relacionado a motores a diesel nas fábricas de Nuremberg, Alemanha e Ghent, Bélgica. Retornando ao New York Navy Yard, ele foi executivo e engenheiro no Maumee em 23 de outubro de 1916.
Em 10 de agosto de 1917, Nimitz tornou-se assessor do Almirante Samuel S. Robinson, que era Comandante da Frota do Atlântico da Força Submarina dos Estados Unidos (COMSUBLANT). Em 6 de fevereiro de 1918, foi nomeado chefe de gabinete, pelo que recebeu uma carta de felicitações por seus serviços meritórios.

## Segunda Guerra Mundial
Dez dias após o ataque a Pearl Harbor em 7 de dezembro de 1941, ele foi nomeado Comandante-em-Chefe da Frota do Pacífico dos EUA (CINCPAC), seu posto de Almirante a partir de 31 de dezembro. Embora tenha assumido o cargo no período mais crítico da Guerra do Pacífico, o Comandante Nimitz conseguiu organizar com sucesso suas forças para deter o ataque japonês, apesar de ter sido derrotado e sofrer pesadas perdas de navios e aeronaves.
Uma das qualidades mais importantes que o levaram ao sucesso foi a lealdade mútua que compartilhava com seu estado-maior, principalmente com o almirante Kimmel, que não o culpou por substituí-lo no comando após o desastre, lembrando que ele havia sido condenado pelo mesmo motivo. Em março de 1942, o recém-formado Grupo de Chefes de Estado-Maior (JCS) EUA-Reino Unido divulgou um diretório listando os membros do Teatro de Operações do Pacífico como responsáveis por essa área estratégica. Seis dias depois, o Grupo de Chefes de Estado-Maior dos Estados Unidos dividiu a referida área em três partes: Área do Oceano Pacífico (POA), Área do Sudoeste do Pacífico (SWPA) (liderada pelo General Douglas MacArthur) e a Área do Sudeste do Oceano Pacífico (SEPA). O JCS nomeou Nimitz comandante-em-chefe da área do Pacífico do CINCPAC, assumindo o controle de todas as unidades das Forças Aliadas, tanto por mar, terra e ar.
Assim que o material, navios e homens estavam disponíveis para ele, ele foi transferido para ações ofensivas devido à sua brilhante liderança e seu excepcional trabalho como estrategista, gerando grande otimismo que não foi decepcionado depois, pois foi o principal arquiteto do vitórias na Batalha do Mar de Coral, Batalha de Midway e na Campanha das Ilhas Salomão.
Em 7 de outubro, foi novamente nomeado Comandante-em-Chefe da Frota do Pacífico e suas áreas. Em 14 de dezembro de 1944, o posto de Almirante da Frota, o posto mais alto da Marinha, foi aprovado pelo Congresso, e no dia seguinte foi indicado pelo presidente Franklin Roosevelt, e posteriormente nomeado para o cargo com o consentimento do Senado dos Estados Unidos, para o qual foi empossado em 19 de dezembro de 1944.
Nimitz também aprovou, em consulta com o presidente, a operação contra Yamamoto, que significava eliminar seu homólogo Isoroku Yamamoto como a engrenagem vital da máquina de guerra japonesa em fevereiro de 1943.
Já perto do fim da Guerra do Pacífico, liderou o ataque às Ilhas Marianas na Batalha de Saipan, infligindo uma derrota decisiva à frota japonesa na Batalha do Mar das Filipinas, conseguindo ocupar Saipan, Guam e Tinian. Suas forças conseguiram isolar o inimigo nas ilhas Carolinas orientais e ocidentais e garantir uma rápida sucessão de Peleliu, Angaur e Ulithi. Nas Filipinas, suas frotas conseguiram repelir os poderosos grupos da frota japonesa. A frota do almirante Nimitz completou sua estratégia em Iwo Jima e Okinawa. Além disso, ele persuadiu a Força Aérea a minerar os portos japoneses usando Boeing B-29, em uma operação chamada "Operação Fome", ação que perturbou seriamente a logística japonesa. Em janeiro de 1945, Nimitz transferiu a Frota do Pacífico de Pearl Harbor para Guam.
Durante a campanha no Oceano Pacífico na Segunda Guerra Mundial ele era conhecido como "Island Hopper" ("Island Jumper", devido à sua estratégia de não atacar todas as ilhas com presença japonesa durante a campanha do Pacífico, mas atacar apenas as mais importantes, "pulando" o menos relevante).
Em 2 de setembro de 1945, Nimitz foi quem colocou a assinatura dos Estados Unidos na rendição formalmente entregue do Japão a bordo do Missouri na Baía de Tóquio. Em 5 de outubro do mesmo ano, foi instituído o Dia de Nimitz, e ele foi premiado com sua terceira Medalha de Serviço Distinto da Marinha pelo Presidente dos Estados Unidos "por seus méritos excepcionais como Comandante-em-Chefe das Frotas do Pacífico". Estados e seus subseqüentes.

## Pós-guerra
Em 26 de novembro de 1945, sua nomeação como Chefe de Operações Navais foi confirmada pelo Senado dos Estados Unidos e, em dezembro do mesmo ano, ele substituiu o Almirante da Frota Ernest King. Nimitz garantiu ao presidente que estava disposto a servir no CNO por mais dois anos, no máximo. Com eficiência característica, ele enfrentou a difícil tarefa de reduzir a Marinha de maior alcance da história a apenas uma fração de sua força de guerra, enquanto estabelecia e supervisionava programas de manutenção para frotas ativas e de reserva com força e treinamento necessários para apoiar a política nacional.
No julgamento do pós-guerra do Grande Almirante alemão Karl Dönitz, realizado em Nuremberg, Nimitz fez uma declaração juramentada em apoio às práticas subaquáticas irrestritas, que ele próprio usou na guerra do Pacífico.

## Inatividade como Almirante da Frota
Em 26 de novembro de 1945, aposentou-se do cargo de Chefe de Operações Navais. Porém, como o cargo de Almirante de Frota é vitalício, ele permaneceu na "ativa" pelo resto da vida, recebendo o mesmo salário e benefícios. Mudou-se com sua esposa Catherine para Berkeley, Califórnia, para morar em um lugar reservado visitando suas três filhas e seu filho, que estudava para ser Oficial da Marinha, e seus antigos companheiros da Marinha.